# Pieter van Ruijven
Pieter Claesz. van Ruijven (1624-7. august, 1674) er kendt som Johannes Vermeers mæcen. I 1657 lånte han Vermeer 200 gylden. Det er uvist om han havde et håndværk eller en forretning. Som hans far før ham arbejde Pieter Ruijven (1668-1672)
i en af byens velgørende institutioner, Camer van Charitate.
I 1653 giftede han sig med  Maria de Knuijt. Parret fik i 1655 en datter Magdalena. Hun giftede sig med bogbinder Jacob Abrahamsz Dissius, hvis far ejede et bogtrykkeri. Magdalena van Ruijven døde i 1682, et år efter hendes mor, hvorefter hendes mand Jacob arvede hovedparten af hendes besiddelser med 20 billeder af Vermeer. I 1683 blev boet delt mellem Jacob og hans far Abraham Dissius.. I 1694 døde først Abraham, og året efter også Jacob.
Den 16. maj 1696 blev 21 billeder af Vemeer solgt på auktion i Amsterdam. Malerierne indbragte 1.503 gylden; omkring 70 gylden i gennemsnit. Det antages at malerierne havde været del af van Ruijvens kunstsamling, som ud over en mænge Vermeer også havde tre Emanuel de Witte, fire Simon de Vlieger og et Jan Porcellis.
Pieter Claesz. van Ruijven er portrætteret Tom Wilkinson i filmen Pige med perleørering.

## References
1. ↑  Hans bedstefar ejede en bryggeri og hældede mod remonstranterne
2. ↑  J.M. Montias (1989) Vermeer and his milieu, A web of social history, p. 254, 360. (engelsk)
3. ↑  Catalogus of naamlyst van schilderyen, met derzelver prysen, zedert ... 1752. tot ... 1768. ... openbaar verkogt. : Dienende tot een vervolg ... op de ... cataloguen door Gerard Hoet .../ Uitgegeeven door Pieter Terwesten, 1770, p. 34-36; J.M. Montias (1989) Vermeer and his milieu. p. 363-364.